# Važice
Važice je malá vesnice, část obce Bystřice v okrese Jičín. Nachází se asi 1 km na severozápad od Bystřice. V roce 2009 zde bylo evidováno 26 adres. V roce 2001 zde trvale žilo 21 obyvatel.
Važice je také název katastrálního území o rozloze 1,52 km2.

## Historie
První písemná zmínka o obci pochází z roku 1340.

## Pamětihodnosti
- Venkovská usedlost čp. 28
- Boží muka